# Grignolino del Monferrato Casalese
Il Grignolino del Monferrato Casalese è un vino DOC la cui produzione è consentita nella provincia di Alessandria.

## Caratteristiche organolettiche
- colore: rosso rubino chiaro, con tendenza all'arancione con l'invecchiamento.
- odore: profumo caratteristico e delicato con sentori di fragola, lampone e note di pepe bianco.
- sapore: asciutto, leggermente tannico, gradevole amarognolo con caratteristico retrogusto di mandorla.

## Manifestazioni
Ogni anno la condotta Slow Food del Monferrato Casalese organizza un tour eno-gastronomico denominato "di Grignolino..in Grignolino" con partenza da Casale Monferrato. I partecipanti dopo prenotazione possono in libertà visitare più di venti cantine che offrono oltre al loro Grignolino i vini monferrini per accompagnare prodotti tipici e piatti locali come agnolotti, risotti e tagliolini. La manifestazione è sostenuta da regione Piemonte, assessorato all'agricoltura della provincia di Alessandria e il comune di Casale Monferrato.

## Produzione
Provincia, stagione, volume in ettolitri
- Alessandria  (1990/91)  11681,98
- Alessandria  (1991/92)  10995,25
- Alessandria  (1992/93)  10223,4
- Alessandria  (1993/94)  9806,65
- Alessandria  (1994/95)  9212,23
- Alessandria  (1995/96)  8466,06
- Alessandria  (1996/97)  8776,15